# Elecciones presidenciales de Corea del Sur de 2025
Las elecciones presidenciales de Corea del Sur de 2025 se celebraron en Corea del Sur el 3 de junio de 2025. El candidato del Partido Democrático y exlíder de la oposición, Lee Jae-myung, derrotó al candidato del gobernante Partido del Poder Popular, Kim Moon-soo, y al candidato del Partido Reformista, Lee Jun-seok.
Desde la democratización y el establecimiento de la Sexta República, esta fue la novena elección presidencial, la segunda elección anticipada después de un juicio político presidencial y la primera celebrada en un año diferente al programado originalmente. Originalmente programadas para el 3 de marzo de 2027, se convocó como una elección anticipada después del juicio político de Yoon Suk-yeol. La fecha del 3 de junio se debe al requisito de la constitución de Corea del Sur de que una elección se celebre dentro de los 60 días de una vacante presidencial permanente, que ha sido el caso desde la decisión del 4 de abril de la Corte Constitucional de Corea del Sur de defender el juicio político y destituir a Yoon del cargo.
Lee, quien perdió por un estrecho margen las elecciones presidenciales de 2022 frente a Yoon, se presentó nuevamente. La participación electoral fue del 79,38%, la más alta desde las elecciones presidenciales de 1997. los temas de la campaña incluyeron la crisis de la ley marcial de 2024 , las luchas internas dentro del PPP, la economía, el costo de la vivienda, la polarización política, los aranceles estadounidenses, la igualdad de género y la crisis de la tasa de fertilidad.

## Antecedentes
Tras la declaración de la ley marcial por parte del presidente Yoon Suk-yeol el 3 de diciembre de 2024, el 14 de diciembre de 2024, el presidente Yoon fue destituido por la Asamblea Nacional. La Asamblea Nacional votó con 204 de los 300 legisladores apoyando el juicio político. La Corte Constitucional de Corea confirmó el juicio político de Yoon el 4 de abril de 2025, destituyéndolo de su cargo y desocupando el cargo de presidente. Por lo tanto, la constitución requiere que esta elección tenga lugar dentro de los 60 días de esa fecha, para determinar al sucesor permanente de Yoon como el decimocuarto presidente del país.

## Sistema electoral
El presidente de Corea del Sur es elegido a través de un sistema de escrutinio mayoritario uninominal con una sola ronda, por un mandato de cinco años. Los presidentes y expresidentes en funciones no son elegibles para buscar la reelección.

## Candidatos

### Partido Demócrata
El 10 de abril, Lee anunció su candidatura; sus promesas de campaña eran reducir la desigualdad económica y estimular el crecimiento económico a través de inversiones, mientras que también esperaba reforzar la diplomacia entre Corea del Sur, Estados Unidos y Japón. Lee también se comprometió a trasladar la Oficina del Presidente y la Asamblea Nacional a la ciudad de Sejong, y durante las últimas elecciones de 2022 también hizo una promesa similar. Lee promete además formalizar la ciudad de Sejong como capital administrativa del país.  El 12 de abril de 2025, el Partido Demócrata anunció que seleccionaría a su candidato oficial a presidente a través de una votación dividida equitativamente entre los votos de sus miembros cotizantes y una encuesta pública que encuestaría a un millón de personas a través de dos empresas encuestadoras, y que la decisión final se daría a conocer el 27 de abril, tras una votación completa del partido el 14 de abril y una votación en línea de su comité central el 15 de abril. Las primarias de los partidos serán la primera vez que participen personas de entre 16 y 18 años desde una revisión de 2022 de la Ley de Partidos Políticos que redujo la edad mínima para ser miembro de un partido de 18 a 16 años. El 18 de abril, el Partido Demócrata celebró su primer debate televisado.  El 23 de abril, el partido celebró su segundo debate televisado. Durante el debate, los tres candidatos discutieron propuestas de enmiendas constitucionales para acortar los mandatos presidenciales o permitir que los presidentes sirvan por más de un mandato, así como el plazo para dichas propuestas.  El 27 de abril, el partido anunció oficialmente a Lee Jae-myung como su candidato presidencial después de una victoria primaria mayoritaria.
| Candidato      | Votos   | Porcentaje |
| -------------- | ------- | ---------- |
| Lee Jae Myung  | 623.695 | 89,77%     |
| Kim Dong-yeon  | 41.307  | 6,87%      |
| Kim Kyoung-soo | 25.512  | 3,36%      |

#### Nominado
| Boleto del Partido Demócrata            |
| Lee Jae-myung                           |
| --------------------------------------- |
| para Presidente                         |
|                                         |
| Líder del Partido Demócrata (2022–2025) |

### Partido del Poder Popular
El Partido del Poder Popular (PPP) celebró una primaria y anunció su candidato oficial a la presidencia en la convención del partido prevista para el 3 de mayo de 2025. Tras tres rondas de votación, el ex Ministro de Empleo y Trabajo, Kim Moon-soo, fue anunciado como el candidato del PPP. Sin embargo, la nominación de Kim fue revocada enérgicamente por el liderazgo del PPP en las primeras horas del 10 de mayo, citando la negativa de Kim a someterse a un proceso de unificación de candidatos con Han Duck-soo. Posteriormente, Han fue nombrado miembro del PPP y declarado candidato del PPP, y Kim se refirió a la medida como un " golpe de estado " de medianoche. El cambio repentino fue recibido con duras críticas desde dentro del partido, ya que Han no había participado en las primarias del PPP, lo que dio lugar a acusaciones de oportunismo. El 10 de mayo, de 10:00 a 21:00 KST, se realizó una votación de todos los miembros del PPP para aprobar el cambio, en la que los miembros rechazaron el cambio y reinstauraron a Kim Moon-soo como candidato presidencial del PPP.
| Candidato     | Resultados       | Numero de votantes |
| ------------- | ---------------- | ------------------ |
| Kim Moon-soo  | 246,519 (61.25%) | 208,525 (51.81%)   |
| Han Dong-hoon | 155,961 (38.75%) | 193,955 (48.19%)   |

#### Nominado
| Boleto del Partido del Poder Popular     |
| Kim Moon-soo                             |
| ---------------------------------------- |
| para Presidente                          |
|                                          |
| Ministro de Empleo y Trabajo (2024–2025) |

### Otros partidos e independientes
| Boleto del Partido Reformista                | Boleto del Partido Laborista Democrático             | Boleto del Partido Liberal Unificado | Boleto independiente                             | Boleto independiente |
| Lee Jun-seok                                 | Kwon Yeong-guk                                       | Koo Joo-wa                           | Hwang Kyo-ahn                                    | Song Jin-Ho          |
| -------------------------------------------- | ---------------------------------------------------- | ------------------------------------ | ------------------------------------------------ | -------------------- |
| para presidente                              | para presidente                                      | para presidente                      | para presidente                                  | para presidente      |
|                                              |                                                      |                                      |                                                  |                      |
| Miembro de la Asamblea Nacional (desde 2024) | Líder del Partido Laborista Democrático (desde 2024) | Abogado                              | Presidente interino de Corea del Sur (2016–2017) |                      |
| [ 17 ] [ 18 ]                                | [ 19 ]                                               |                                      | [ 20 ]                                           | [ 20 ]               |

## Campaña
El candidato del Partido Demócrata, Lee Jae-myung, enfrenta problemas legales que podrían impedirle ser elegido presidente. Según la Ley de Elecciones de Funcionarios Públicos, los candidatos que reciban más de un millón de wones en multas o cualquier pena de prisión no podrán ejercer como funcionarios públicos durante cinco y diez años respectivamente.  El 23 de marzo, el Tribunal Superior de Seúl revocó una decisión anterior que condenaba a Lee a un año de prisión con dos años de libertad condicional, lo que le permitió postularse nuevamente a un cargo público.  Sin embargo, el 2 de mayo, su elegibilidad fue puesta en duda cuando una sentencia notablemente rápida de 10 a 2 del Tribunal Supremo desestimó la absolución del tribunal inferior y envió el caso de vuelta al Tribunal Superior de Seúl para un nuevo juicio. La fecha del nuevo juicio se fijó inicialmente para el 15 de mayo, pero luego se retrasó hasta el 18 de junio, fecha posterior a la de las elecciones.
Se espera que los dos principales candidatos conservadores, Han Duck-soo y Kim Moon-soo, se fusionen bajo una fórmula unificada, pero han logrado pocos avances en ese sentido.  Han ha dicho que no registrará su candidatura hasta que se llegue a un acuerdo final con Kim sobre un candidato unificado, mientras que Kim ha afirmado que el PPP y su presidente, Kwon Young-se, han actuado unilateralmente para unificar candidaturas sin consultarle. Kim Jae-won, jefe de gabinete de Kim, también afirmó que es probable que el partido intente despojar a Kim de su candidatura si no acepta unificarse con Han. Después de que una reunión entre Han y Kim terminara sin acuerdo el 7 de mayo, el líder del PPP, Kweon Seong-dong, inició una huelga de hambre en un esfuerzo por impulsar una candidatura común.
Kim y Han se reunieron en público el 8 de mayo frente a la sala de procedimientos de la Asamblea Nacional, en un encuentro televisado que en ocasiones fue objeto de burlas. No se llegó a ningún acuerdo; los dos se abrazaron y dijeron que deberían tomar una decisión al día siguiente. Kim propuso una campaña de una semana y una encuesta para elegir qué candidato encabezará una posible lista. Kweon calificó a Kim de "patético" por su deseo de permanecer en la carrera, mientras que Kim continuó citando al PPP intentando sacarlo de la contienda después de ser elegido como candidato presidencial hace menos de una semana, cuestionando el sentido del proceso. El 9 de mayo, el Tribunal del Distrito Sur de Seúl desestimó una solicitud de mandato judicial presentada por Kim para que se le reconociera oficialmente como candidato del PPP. Ese mismo día, Kim volvió a rechazar la idea de la unificación en una conferencia de prensa y afirmó que sería mucho más competitivo si el liderazgo del PPP no lo hubiera "saboteado". Kwon declaró que era "decepcionante" y añadió que "un verdadero líder debe saber cómo dejar ir". Kim abandonó abruptamente la conferencia de prensa en medio de sus declaraciones.

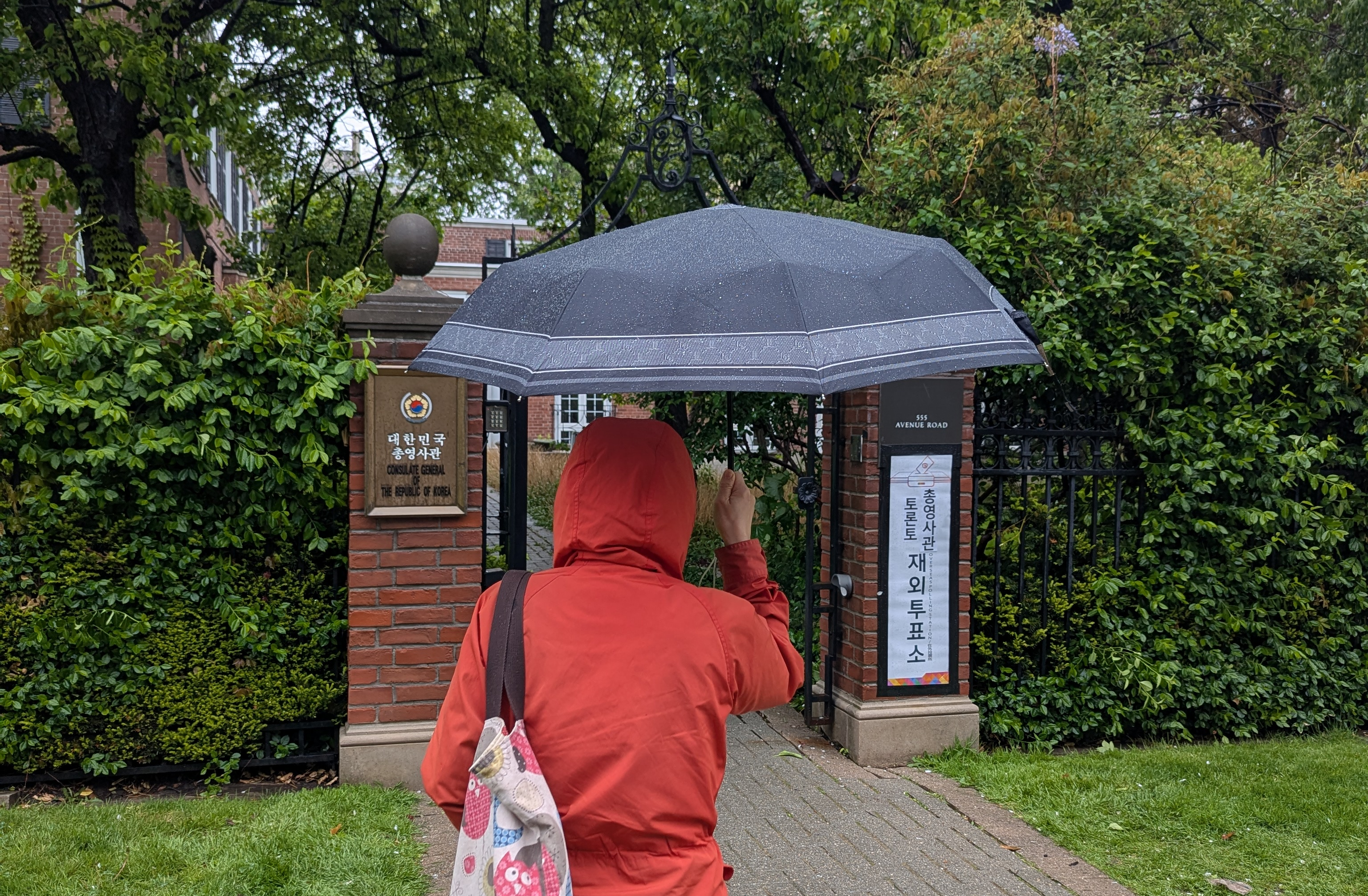
Votación en el extranjero en Toronto.

El PPP confirmó el 10 de mayo que cancelaría directamente la nominación de Kim y en su lugar nominaría a Han en una convención de emergencia el mismo día. Kim insinuó que se tomarían contramedidas, afirmando que "la democracia del partido está muerta" y que emprendería acciones legales contra el partido. Más tarde ese día, miembros del PPP rechazaron una resolución que designaba a Han como candidato del partido luego de una votación de todos los partidos, lo que resultó en el restablecimiento de la nominación de Kim. Han emitió una disculpa por la disputa en el PPP. El 11 de mayo, Han finalizó oficialmente su campaña y se comprometió a apoyar la candidatura de Kim. Rechazó una oferta de Kim para servir como jefe de su campaña.

## Encuestas

Regresión local para las próximas elecciones presidenciales de Corea del Sur con un promedio de 7 días

## Resultados
|  | 49.42 % |

|  | 41.15 % |

|  | 8.34 % |

|  | 0.98 % |

|  | 0.10 % |

|  | 99.27 % |

|  | 0.73 % |

|  | 100 % |

|  | 79.38 % |

#### Por región
| Distrito              | Lee Jae-Myung | Lee Jae-Myung | Kim Moon-soo | Kim Moon-soo | Lee Jun-seok | Lee Jun-seok | Otros  | Otros  | Total/Participación | Total/Participación |       |   |       |   |
| Distrito              | Votos         | %             | Votos        | %            | Votos        | %            | Otros  | Otros  | Total/Participación | Total/Participación | Votos | % | Votos | % |
| --------------------- | ------------- | ------------- | ------------ | ------------ | ------------ | ------------ | ------ | ------ | ------------------- | ------------------- | ----- | - | ----- | - |
| Distrito              | Busan         | 895 213       | 40,14        | 1 146 238    | 51,39        | 168 473      | 7,55   | 20 288 | 0,92                | 2 230 212           | 78,37 |   |       |   |
| Chungcheong del Norte | 501 990       | 47,47         | 457 065      | 43,22        | 86 984       | 8,22         | 11 397 | 1,09   | 1 057 436           | 77,26               |       |   |       |   |
| Chungcheong del Sur   | 661 316       | 47,68         | 600 108      | 43,26        | 111 092      | 8,00         | 14 412 | 1,06   | 1 386 928           | 75,98               |       |   |       |   |
| Daegu                 | 379 130       | 23,22         | 1 103 913    | 67,62        | 135 376      | 8,29         | 13 893 | 0,87   | 1 632 312           | 80,18               |       |   |       |   |
| Daejeon               | 470 321       | 48,50         | 393 549      | 40,58        | 94 724       | 9,76         | 11 014 | 1,16   | 969 608             | 78,72               |       |   |       |   |
| Gangwon               | 449 161       | 43,95         | 483 360      | 47,30        | 78 704       | 7,70         | 10 559 | 1,05   | 1 021 784           | 77,57               |       |   |       |   |
| Gwangju               | 844 682       | 84,77         | 79 937       | 8,02         | 62 104       | 6,23         | 9 701  | 0,98   | 996 424             | 83,90               |       |   |       |   |
| Gyeonggi              | 4 821 148     | 52,20         | 3 504 620    | 37,95        | 816 435      | 8,84         | 92 430 | 1,01   | 9 234 633           | 79,36               |       |   |       |   |
| Gyeongsang del Norte  | 442 683       | 25,52         | 1 159 594    | 66,87        | 116 094      | 6,69         | 15 672 | 0,92   | 1 734 043           | 78,94               |       |   |       |   |
| Gyeongsang del Sur    | 851 733       | 39,40         | 1 123 843    | 51,99        | 161 579      | 7,47         | 24 487 | 1,14   | 2 161 642           | 78,53               |       |   |       |   |
| Incheon               | 1 044 295     | 51,67         | 776 952      | 38,44        | 176 739      | 8,74         | 22 841 | 1,15   | 2 020 827           | 77,70               |       |   |       |   |
| Jeju                  | 228 729       | 54,76         | 145 290      | 34,78        | 36 909       | 8,83         | 6 719  | 1,63   | 417 647             | 74,58               |       |   |       |   |
| Jeolla del Norte      | 1 023 272     | 82,65         | 134 996      | 10,90        | 67 961       | 5,48         | 11 780 | 0,97   | 1 238 009           | 82,47               |       |   |       |   |
| Jeolla del Sur        | 1 111 941     | 85,87         | 110 624      | 8,54         | 60 822       | 4,69         | 11 456 | 0,90   | 1 294 843           | 83,58               |       |   |       |   |
| Sejong                | 140 620       | 55,62         | 83 965       | 33,21        | 25 004       | 9,89         | 3 196  | 1,28   | 252 785             | 82,94               |       |   |       |   |
| Seúl                  | 3 105 459     | 47,13         | 2 738 405    | 41,55        | 655 346      | 9,94         | 89 898 | 1,38   | 6 589 108           | 80,08               |       |   |       |   |
| Ulsan                 | 315 820       | 42,54         | 353 180      | 47,57        | 63 177       | 8,51         | 10 198 | 1,38   | 742 375             | 80,04               |       |   |       |   |